# Zbigniew Zaniewski (aktor)
Zbigniew Zaniewski – polski aktor. W roku 1983 ukończył studia na Wydziale Aktorskim PWST w Krakowie - Filia we Wrocławiu.

## Filmografia

### Seriale telewizyjne
- Blisko, coraz bliżej (1983) - Zygmunt Pasternik, syn Pauliny i Tomasza
- Rodzina Kanderów (1988) - Janusz, przyjaciel Władka

### Teatr telewizji
- Ryszard III (1989) - lord
- Ostatni z Jagiellonów (1989) - pokojowiec króla
- Dzieci Arbatu (1989)
- Do piachu (1989) - partyzant
- Traugutt (1990)